# هواپیمای تجاری

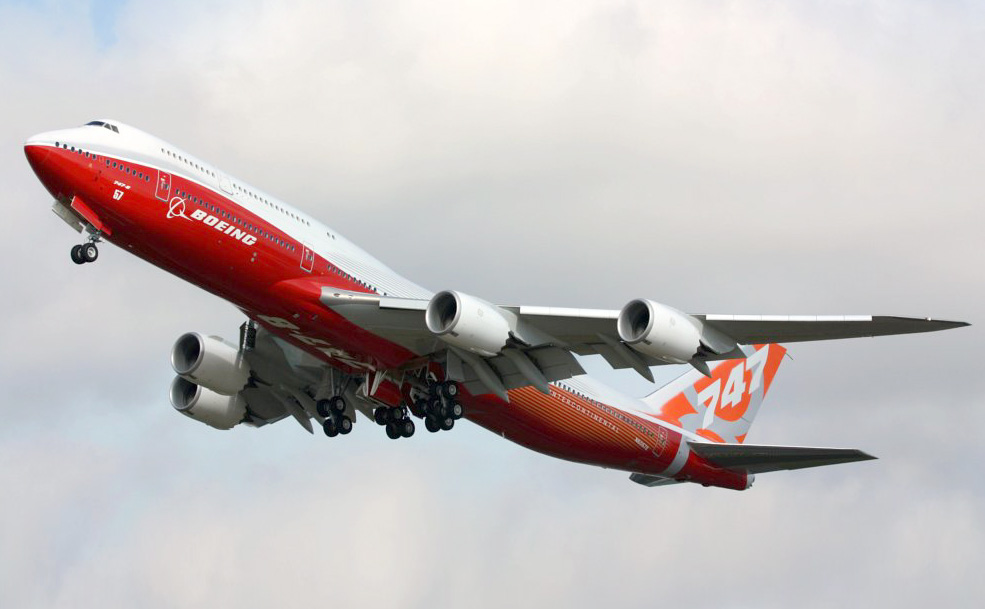
یک هواپیمای مسافربری بویینگ۷۴۷ درحال پرواز

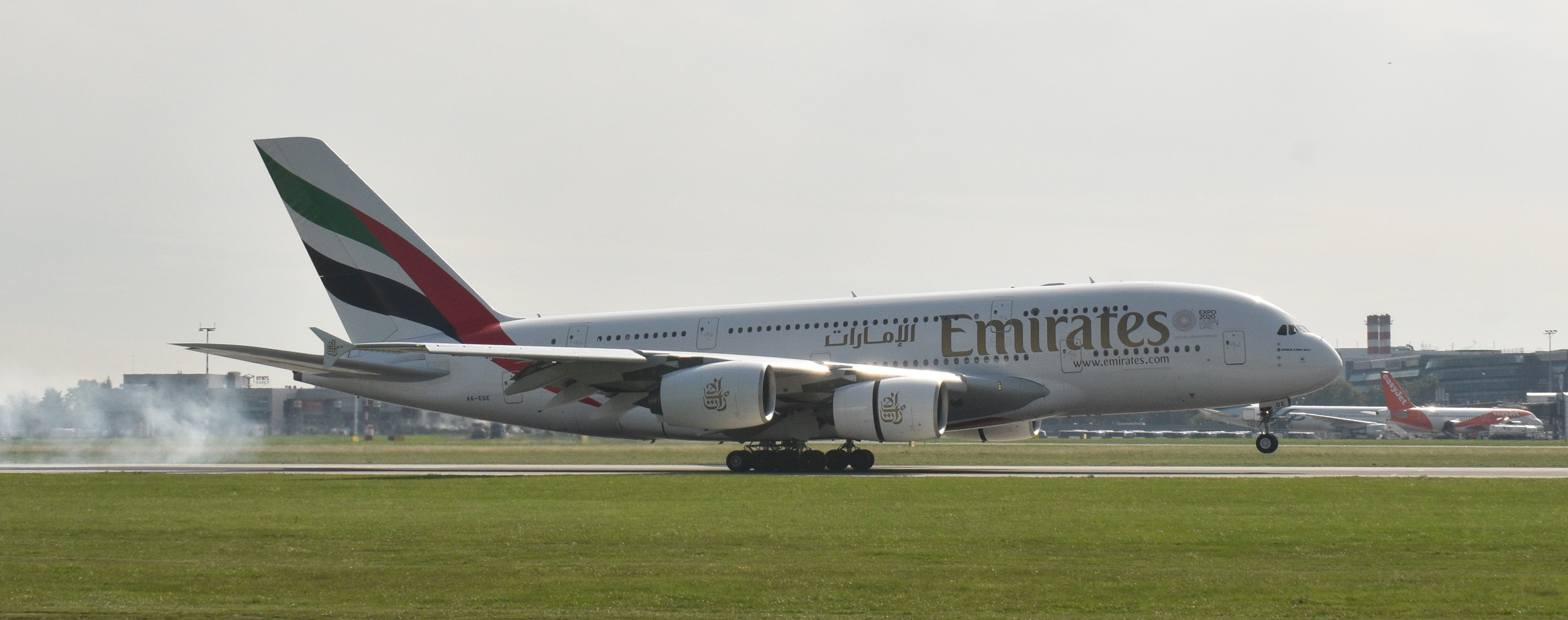
ایرباس ۳۸۰ بزرگ‌ترین هواپیمای مسافربری جهان

هواپیمای تجاری به هواپیماهایی گفته می‌شود که معمولاً برای ترابری بار و مسافر به‌کار می‌روند و وزن سنگین و ابعاد بزرگتری نسبت به هواپیماهای سبک و فوق‌سبک دارند. هواپیمای تجاری جزو کارهای تجاری دسته‌بندی می‌شود و از آن برای جنبه مسافرتی و ترابری استفاده می‌شود و تنها برای ترابری مسافران به‌کارگیری نمی‌شوند. امروزه شرکت‌های بسیاری هستند که هواپیمای تجاری تولید می‌کنند که می‌توان شرکت‌های ایرباس، بوئینگ، بمباردیه، ای‌تی‌آر، کوماک و امبرائر را نام برد که در رقابت عمدهٔ با یکدیگر هستند.
|    | بزرگ‌ترین و معروف‌ترین شرکت‌های هواپیماسازی در جهان | کشور                    | تصاویر |
| -- | ------------------------------------------------ | ----------------------- | ------ |
| ۱  | بوئینگ                                           | ایالات متحده امریکا     |        |
| ۲  | ایرباس                                           | آلمان، فرانسه و اسپانیا |        |
| ۳  | امبرائر                                          | برزیل                   |        |
| ۴  | ای‌تی‌آر                                           | ایتالیا و فرانسه        |        |
| ۵  | بمباردیه                                         | کانادا                  |        |
| ۶  | کوماک                                            | چین                     |        |
| ۷  | ساب                                              | سوئد                    |        |
| ۸  | توپولوف                                          | روسیه (شوروی)           |        |
| ۹  | انتونوف                                          | روسیه (شوروی)           |        |
| ۱۰ | ایلیوشین                                         | روسیه (شوروی)           |        |
| ۱۱ | یاکوولف                                          | روسیه (شوروی)           |        |
| ۱۲ | ایرکوت                                           | روسیه                   |        |
| ۱۳ | سوخو                                             | روسیه                   |        |
| ۱۴ | صنایع سنگین میتسوبیشی                            | ژاپن                    |        |